# Henk Koning (voetballer)
Henk Koning (Amsterdam, 3 december 1934 – Diemen, 13 oktober 2009) was een Nederlands voetballer.
Koning begon zijn loopbaan als verdediger bij Ajax waar hij op z'n twaalfde in de jeugdopleiding kwam. Hij debuteerde voor Ajax in het seizoen 1957/58. Hij zou echter maar vier wedstrijden voor Ajax spelen en hij ging in 1959 naar Go Ahead in de Eerste divisie. In 1963 ging hij naar N.E.C. waar hij tot 1968 in totaal 141 wedstrijden speelde en waarin hij eenmaal een doelpunt maakte.
Na zijn loopbaan ging hij in Amsterdam in de garage van zijn vader werken en speelde hij nog bij de amateurs van asv "Meerboys" (Amsterdam) op de bijvelden van stadion De Meer en later als trainer van asv Meerboys.

## Carrièrestatistieken
| Seizoen         | Club            | Land            | Competitie       | Competitie | Competitie | Beker | Beker | Internationaal | Internationaal | Overig | Overig | Totaal | Totaal |
| Seizoen         | Club            | Land            | Competitie       | Wed.       | Dlp.       | Wed.  | Dlp.  | Wed.           | Dlp.           | Wed.   | Dlp.   | Wed.   | Dlp.   |
| --------------- | --------------- | --------------- | ---------------- | ---------- | ---------- | ----- | ----- | -------------- | -------------- | ------ | ------ | ------ | ------ |
| 1957/58         | Ajax            | Nederland       | Eredivisie       | –          | –          | –     | 0     | 0              | 0              | 0      | 0      | –      | –      |
| 1958/59         | Ajax            | Nederland       | Eredivisie       | –          | –          | –     | 0     | 0              | 0              | 0      | 0      | –      | –      |
| 1959/60         | Go Ahead        | Nederland       | Eerste divisie B | –          | –          | –     | –     | 0              | 0              | 0      | 0      | –      | –      |
| 1960/61         | Go Ahead        | Nederland       | Eerste divisie B | –          | –          | –     | 0     | 0              | 0              | 0      | 0      | –      | –      |
| 1961/62         | Go Ahead        | Nederland       | Eerste divisie A | –          | –          | –     | 0     | 0              | 0              | 0      | 0      | –      | –      |
| 1962/63         | Go Ahead        | Nederland       | Eerste divisie   | –          | –          | –     | 0     | 0              | 0              | 0      | 0      | –      | –      |
| 1963/64         | N.E.C.          | Nederland       | Tweede divisie B | 30         | 1          | 3     | 0     | 0              | 0              | 1      | 0      | 34     | 1      |
| 1964/65         | N.E.C.          | Nederland       | Eerste divisie   | 28         | 0          | 1     | 0     | 0              | 0              | 0      | 0      | 29     | 0      |
| 1965/66         | N.E.C.          | Nederland       | Eerste divisie   | 22         | 0          | 1     | 0     | 0              | 0              | 0      | 0      | 23     | 0      |
| 1966/67         | N.E.C.          | Nederland       | Eerste divisie   | 38         | 0          | 1     | 0     | 0              | 0              | 0      | 0      | 39     | 0      |
| 1967/68         | N.E.C.          | Nederland       | Eredivisie       | 19         | 0          | 1     | 0     | 0              | 0              | 0      | 0      | 20     | 0      |
| Carrière totaal | Carrière totaal | Carrière totaal | Carrière totaal  | –          | –          | –     | 0     | 0              | 0              | –      | '0     | –      | –      |

## Erelijst
N.E.C.
| Nationaal      |    |         |
| Tweede divisie | 1x | 1963/64 |